# Пам'ятки історії Коростенського району
У Коростенському районі Житомирської області на обліку перебуває 145 пам'яток історії.
| №п/п | Охоронний номер | Найменування пам'ятки | Адреса                                                             | Рік            | Автор                          | № рішення про взяття на державний облік | Фото |
| ---- | --------------- | --- | ------------------------------------------------------------------ | -------------- | ------------------------------ | --------------------------------------- | ---- |
| 1    | 495             | Братська могила радянських воїнів. Поховано 20 чоловік                                                                                                   | С. Барди, Межиріцька с/р, на кладовищі                             | 1965           | —                              | № 442 від 29.09.1969 р.                 |      |
| 2    | 496             | Братська могила радянськихвоїнів. Поховано 5 чоловік | С. Березівка, Горщиківська с/р, на кладовищі                       | 1957           | —                              | № 442 від 29.09.1969 р.                 |      |
| 3    | 500             | Братська могила радянських воїнів. Поховано 52 чоловіка                                                                                                  | С. Берестовець, Берестовецька с/р, на кладовищі                    | 1964           | —                              | № 442 від 29.09.1969 р.                 |      |
| 4    | 1595            | Пам'ятник воїнам-односельчанам | С. Берестовець, Берестовецька с/р, біля клубу                      | 1967           | —                              | № 388 від 06.09.1976 р.                 |      |
| 5    | 497             | Братська могила радянських воїнів та пам'ятник воїнам-односельчанам. Поховано 72 чоловіка                                                                | С. Бехи, Бехівська с/р, біля сільради                              | 1973           | Красняк Д. Н. Бірюк П. М.      | № 442 від 29.09.1969 р.                 |      |
| 6    | 498             | Братська могила радянських воїнів. Поховано 59 чоловік                                                                                                   | С. Бехи, Бехівська с/р, на кладовищі                               | 1946           | —                              | № 442 від 29.09.1969 р.                 |      |
| 7    | 499             | Братська могила радянських воїнів. Поховано 43 чоловіка                                                                                                  | С. Бехи, Бехівська с/р, на кладовищі                               | 1946           | —                              | № 442 від 29.09.1969 р.                 |      |
| 8    | 1575            | Братська могила радянських воїнів. Поховано 7 чоловік | С. Білка, Білківська с/р, на кладовищі                             | 1958           | —                              | № 388 від 06.09.1976 р.                 |      |
| 9    | 2063            | Братська могила радянських воїнів та пам'ятник воїнам-визволителям. Поховано 6 чоловік                                                                   | С. Білка, Білківська с/р, у центрі села                            | 1975 1986      | —                              | № 559 від 26.12.1979 р.                 |      |
| 10   | 1594            | Братська могила радянських воїнів. Поховано 25 чоловік                                                                                                   | С. Бондарівка-2, Бондарівська с/р, у центрі                        | 1950           | —                              | № 388 від 06.09.1976 р.                 |      |
| 11   | 504             | Братська могила радянських воїнів та пам'ятник воїнам-односельчанам. Поховано 31 чоловік                                                                 | С. Бондарівка, Бондарівська с/р, у центрі села                     | 1948           | —                              | № 442 від 29.09.1969 р.                 |      |
| 12   | 501             | Братська могила радянських воїнів. Поховано 5 чоловік | С. Боровиця, Вигівська с/р, біля клубу                             | 1968           | —                              | № 442 від 29.09.1969 р.                 |      |
| 13   | 502             | Братська могила радянських воїнів та пам'ятник воїнам-односельчанам. Поховано 19 чоловік                                                                 | С. Боровиця, Вигівська с/р, на кладовищі                           | 1955 1982      | —                              | № 442 від 29.09.1969 р.                 |      |
| 14   | 2064            | Братська могила радянських воїнів. Поховано 16 чоловік                                                                                                   | С. Боровиця, Вигівська с/р, на кладовищі                           | 1968           | —                              | № 442 від 29.09.1969 р.                 |      |
| 15   | 505             | Братська могила радянських воїнів та пам'ятник воїнам-односельчанам. Поховано 16 чоловік                                                                 | С. Васьковичі, Васьковицька с/р, у центрі села                     | 1973           | —                              | № 442 від 29.09.1969 р.                 |      |
| 16   | 506             | Група (4) братських могил радянських воїнів. Кількість похованих невідома                                                                                | С. Веселівка, Веселівська с/р, на околиці села                     | 1959           | —                              | № 442 від 29.09.1969 р.                 |      |
| 17   | 2816            | Пам'ятний знак на честь полеглих воїнів-земляків | С. Веселівка, Веселівська с/р, біля школи                          | 1991           | —                              | № 390 від 08.10.1992 р.                 |      |
| 18   | 2065            | Братська могила радянських воїнів. Поховано 10 чоловік                                                                                                   | С. Веселівка, Веселівська с/р, на кладовищі                        | 1959           | —                              | № 559 від 26.12.1979 р.                 |      |
| 19   | 571             | Братська могила радянських воїнів. Поховано 4 чоловіка                                                                                                   | С. Вигів, Вигівська с/р, на кладовищі                              | 1947           | —                              | № 72 від 26.07.1995 р.                  |      |
| 20   | 2066            | Братська могила радянських воїнів. Кількість похованих невідома                                                                                          | С. Винарівка, Меленівська с/р, на кладовищі                        | 1965           | —                              | № 559 від 26.12.1979 р.                 |      |
| 21   | 2067            | Братська могила радянських воїнів. Поховано 32 чоловіка                                                                                                  | С. Вороневе, Бехівська с/р, на кладовищі                           | 1965           | —                              | № 559 від 26.12.1979 р.                 |      |
| 22   | 507             | Пам'ятник воїнам-односельчанам | С. Вороневе, Бехівська с/р, біля школи                             | 1973           | —                              | № 442 від 29.09.1969 р.                 |      |
| 23   | 1591            | Братська могила радянських воїнів. Кількість похованих невідома                                                                                          | С. Горбачі, Ходаківська с/р, на околиці села                       | 1967           | —                              | № 388 від 06.09.1976 р.                 |      |
| 24   | 508             | Братська могила радянських воїнів. Поховано 5 чоловік | С. Горщик, Горщиківська с/р, біля клубу                            | 1954           | —                              | № 442 від 29.09.1969 р.                 |      |
| 25   | 509             | Братська могила радянських воїнів. Поховано 6 чоловік | С. Горщик, Горщиківська с/р, на кладовищі                          | 1944           | —                              | № 442 від 29.09.1969 р.                 |      |
| 26   | 2068            | Братська могила радянських воїнів. Кількість похованих невідома                                                                                          | С. Горщик, Горщиківська с/р, у лісі                                | 1975           | —                              | № 559 від 26.12.1979 р.                 |      |
| 27   | 1576            | Могила радянського воїна | С. Горщик, Горщиківська с/р, біля контори                          | 1966           | —                              | № 388 від 06.09.1976 р.                 |      |
| 28   | 2078            | Братська могила радянських воїнів. Кількість похованих невідома                                                                                          | С. Горщик, Горщиківська с/р (біля станції Омелянівка ?)            | 1955           | —                              | № 559 від 26.12.1979 р.                 |      |
| 29   | 512             | Братська могила радянських воїнів, серед яких похований Терехов Ф. Ф. — Герой Радянського Союзу, та пам'ятник воїнам-односельчанам. Поховано 387 чоловік | С. Граби, Меленівська с/р, у центрі                                | 1963           | —                              | № 442 від 29.09.1969 р.                 |      |
| 30   | 510             | Братська могила радянських воїнів. Поховано 41 чоловіка                                                                                                  | С. Грозине, Сингаївська с/р, біля контори                          | 1958           | —                              | № 442 від 29.09.1969 р.                 |      |
| 31   | 511             | Братська могила радянських воїнів та пам'ятник воїнам-односельчанам. Поховано 41 чоловік                                                                 | С. Гулянка, Бондарівська с/р, у центрі                             | 1947           | —                              | № 442 від 29.09.1969 р.                 |      |
| 32   | 513             | Братська могила радянських воїнів. Поховано 14 чоловік                                                                                                   | С. Давидки, Давидківська с/р                                       | 1955           | —                              | № 442 від 29.09.1969 р.                 |      |
| 33   | 1596            | Пам'ятник воїнам-односельчанам | С. Давидки, Давидківська с/р, біля школи                           | 1965           | —                              | № 388 від 06.09.1976 р.                 |      |
| 34   | 1589            | Братська могила радянських воїнів. Кількість похованих невідома                                                                                          | С. Діброва, Стремигородська с/р, на кладовищі                      | 1989           | —                              | № 390 від 08.10.1992 р.                 |      |
| 35   | 514             | Братська могила радянських воїнів. Поховано 11 чоловік                                                                                                   | С. Дідковичі, Дідковицька с/р, на кладовищі                        | 1967           | —                              | № 442 від 29.09.1969 р.                 |      |
| 36   | 1579            | Пам'ятник воїнам-односельчанам | С. Дідковичі, Дідковицька с/р, у центрі села                       | 1967           | —                              | № 388 від 06.09.1976 р.                 |      |
| 37   | 1578            | Братська могила радянських воїнів та пам'ятник воїнам-односельчанам. Похрванр 109 чоловік                                                                | С. Домолоч, Хотинівська с/р, біля клубу                            | 1960           | —                              | № 388 від 06.09.1976 р.                 |      |
| 38   | 1598            | Братська могила радянських воїнів. Поховано 43 чоловіка                                                                                                  | С. Домолоч, Хотинівська с/р, на кладовищі                          | 1988           | —                              | № 390 від 08.10.1992 р.                 |      |
| 39   | 1577            | Братська могила радянських воїнів. Кількість похованих невідома                                                                                          | С. Дружбівка, Давидківська с/р, у центрі села                      | 1968 1980      | —                              | № 388 від 06.09.1976 р.                 |      |
| 40   | 1580            | Братська могила радянських воїнів. Поховано 4 чоловіка                                                                                                   | С. Жабче, Купищенська с/р, на кладовищі                            | 1975           | —                              | № 388 від 06.09.1976 р.                 |      |
| 41   | 515             | Братська могила радянських воїнів. Кількість похованих невідома                                                                                          | С. Жупанівка, Горщиківська с/р, у центрі села                      | 1946           | —                              | № 442 від 29.09.1969 р.                 |      |
| 42   | 516             | Братська могила радянських воїнів. Поховано 88 чоловік                                                                                                   | С. Злобичі, Холосненська с/р, біля клубу                           | 1955           | —                              | № 442 від 29.09.1969 р.                 |      |
| 43   | 2069            | Братська могила радянських воїнів. Кількість похованих невідома                                                                                          | С. Злобичі, Холосненська с/р, на кладовищі                         | 1975           | —                              | № 559 від 26.12.1979 р.                 |      |
| 44   | 2070            | Братська могила радянських воїнів. Поховано 8 чоловік | С. Злобичі, Холосненська с/р, на кладовищі                         | 1975           | —                              | № 559 від 26.12.1979 р.                 |      |
| 45   | 2071            | Могила Мариненка Б. О. — радянського воїна | С. Злобичі, Холосненська с/р, біля школи                           | 1964 1982      | —                              | № 559 від 26.12.1979 р.                 |      |
| 46   | 1597            | Братська могила радянських воїнів та пам'ятник воїнам-односельчанам. Поховано 21 чоловік                                                                 | С. Зубівщина, Малозубівщинська с/р, на кладовищі                   | 1949 1971 1985 | —                              | № 388 від 06.09.1976 р.                 |      |
| 47   | 517             | Братська могила радянських воїнів. Поховано 9 чолоавік                                                                                                   | С. Іванівка, Веселівська с/р, на кладовищі                         | 1945           | —                              | № 442 від 29.09.1969 р.                 |      |
| 48   | 2817            | Пам'ятний знак на честь загиблих в боях воїнів-односельчан.                                                                                              | С. Іванівка, Веселівська с/р, у центрі                             | 1991           | —                              | № 390 від 08.10.1992 р.                 |      |
| 49   | 1601            | Братська могила радянських воїнів. Кількість похованих невідома                                                                                          | С. Іскорость (хутір Купчарі), Хотинівська с/р, на кладовищі        | 1989           | —                              | № 390 від 08.10.1992 р.                 |      |
| 50   | 1602            | Братська могила радянських воїнів. Кількість похованих невідома                                                                                          | С. Іскорость (хутір Купчарі), Хотинівська с/р, на кладовищі        | 1989           | —                              | № 390 від 08.10.1992 р.                 |      |
| 51   | 1582            | Братська могила радянських воїнів. Поховано 61 чоловіка                                                                                                  | С. Іскорость, Хотинівська с/р, на кладовищі                        | 1969           | —                              | № 388 від 06.09.1976 р.                 |      |
| 52   | 518             | Братська могила радянських воїнів та пам'ятник воїнам-односельчанам. Поховано 86 чоловік                                                                 | С. Каленське, Каленська с/р, біля клубу                            | 1965 1982      | —                              | № 442 від 29.09.1969 р.                 |      |
| 53   | 2492            | Місце розташування штабу 5-ї Армії | С. Каленське, Каленська с/р, у центрі села                         | 1978           | —                              | № 22 від 21.01.1983 р.                  |      |
| 54   | 519             | Братська могила радянських воїнів. Поховано 20 чоловік                                                                                                   | С. Калинівка, Калинівська с/р, на кладовищі                        | 1946           | —                              | № 442 від 29.09.1969 р.                 |      |
| 55   | 1584            | Братська могила учасників громадянської війни. Поховано 12 чоловік                                                                                       | С. Калинівка, Калинівська с/р, у полі                              | 1948           | —                              | № 388 від 06.09.1976 р.                 |      |
| 56   | 2818            | Пам'ятник воїнам-визволителям | С. Кам'яна Гора, Сушківська с/р, біля клубу                        | 1986           | —                              | № 390 від 08.10.1992 р.                 |      |
| 57   | 520             | Братська могила радянських воїнів. Поховано 9 чоловік | С. Клочеве, Кожухівська с/р, на кладовищі                          | 1959           | —                              | № 442 від 29.09.1969 р.                 |      |
| 58   | 524             | Братська могила радянських воїнів, серед яких похований Мельник М. М.- Герой Радянського Союзу, та пам'ятник воїнам-односельчанам. Поховано 4 чоловіка   | С. Ковалівщина, Ковалівська с/р, на кладовищі                      | 1957 1983      | —                              | № 442 від 29.09.1969 р.                 |      |
| 59   | 521             | Братська могила радянських воїнів. Поховано 7 чоловік | С. Ковалі, Ковалівська с/р, на кладовищі                           | 1958           | —                              | № 442 від 29.09.1969 р.                 |      |
| 60   | 2493            | Братська могила радянських воїнів. Поховано 2 чоловіка                                                                                                   | С. Кожухівка, Кожухівська с/р, на кладовищі                        | 1980           | —                              | № 22 від 21.01.1983 р.                  |      |
| 61   | 522             | Братська могила радянських воїнів. Поховано 42 чоловіка                                                                                                  | С. Красносілка, Ковалівська с/р, у центрі                          | 1958           | —                              | № 442 від 29.09.1969 р.                 |      |
| 62   | 523             | Братська могила радянських воїнів Поховано 39 чоловік | С. Купеч, Сингаївська с/р, біля клубу                              | 1953 1986      | —                              | № 442 від 29.09.1969 р.                 |      |
| 63   | 2072            | Пам'ятник воїнам-односельчанам | С. Купеч, Сингаївська с/р, біля клубу                              | 1956           | —                              | № 559 від 26.12.1979 р.                 |      |
| 64   | 2073            | Братська могила радянських воїнів. Поховано 21 чоловік                                                                                                   | С. Купище, Купищенська с/р, на кладовищі № 2                       | 1955           | —                              | № 559 від 26.12.1979 р.                 |      |
| 65   | 525             | Братська могила радянських воїнів та пам'ятник воїнам-односельчанам. Поховано 3 чоловіка                                                                 | С. Купище, Купищенська с/р, у центрі села                          | 1964           | —                              | № 442 від 29.09.1969 р.                 |      |
| 66   | 526             | Братська могила радянських воїнів. Поховано 35 чоловік                                                                                                   | С. Купище, Купищенська с/р, на кладовищі                           | 1955           | —                              | № 442 від 29.09.1969 р.                 |      |
| 67   | 527             | Братська могила радянських воїнів та пам'ятник воїнам-односельчанам. Поховано 32 чоловік                                                                 | С. Лісівщина, Лісівщинська с/р, біля лікарні                       | 1948 1978      | —                              | № 442 від 29.09.1969 р.                 |      |
| 68   | 1585            | Пам'ятник Дубінчуку О. М. — воїну-односельчанину | С. Лісівщина, Лісівщинська с/р, біля школи                         | 1969           | Пеленков Л. О.                 | № 388 від 06.09.1976 р.                 |      |
| 69   | 1583            | Братська могила радянських воїнів. Поховано 12 чоловік                                                                                                   | С. Майданівка, Стремигородська с/р, на кладовищі                   | 1958           | —                              | № 442 від 29.09.1969 р.                 |      |
| 70   | 1603            | Братська могила радянських воїнів. Поховано 28 чоловік                                                                                                   | С. Майданівка, Стремигородська с/р, на кладовищі                   | 1988           | —                              | № 390 від 08.10.1992 р.                 |      |
| 71   | 1604            | Братська могила радянських воїнів. Кількість похованих невідома                                                                                          | С. Майданівка, Стремигородська с/р, на кладовищі                   | 1988           | —                              | № 390 від 08.10.1992 р.                 |      |
| 72   | 2819            | Пам'ятний знак на місці подвигу воїнів 60-ї Армії | С. Майданівка, Стремигородська с/р, у центрі села                  | 1988           | —                              | № 390 від 08.10.1992 р.                 |      |
| 73   | 528             | Братська могила радянських воїнів та пам'ятник воїнам-односельчанам. Поховано 56 чоловік                                                                 | С. Мала Зубівщина, Малозубівщинська с/р, на кладовищі              | 1960 1982      | —                              | № 442 від 29.09.1969 р.                 |      |
| 74   | 1605            | Братська могила радянських воїнів. Поховано13 чоловік | С. Мала Зубівщина, Малозубівщинська с/р, на кладовищі              | 1988           | —                              | № 390 від 08.10.1992 р.                 |      |
| 75   | 530             | Братська могила радянських воїнів та партизан. Поховано 120 чоловік                                                                                      | С. Мединівка, Мединівська с/р, у центрі села                       | 1958 1988      | —                              | № 442 від 29.09.1969 р.                 |      |
| 76   | 529             | Братська могила радянських воїнів. Поховано 13 чоловік                                                                                                   | С. Межирічка, Межиріцька с/р, на кладовищі                         | 1965           | —                              | № 442 від 29.09.1969 р.                 |      |
| 77   | 1587            | Братська могила радянських воїнів. Кількість похованих невідома                                                                                          | С. Межирічка, Межиріцька с/р, у центрі села                        | 1967           | —                              | № 388 від 06.09.1976 р.                 |      |
| 78   | 2820            | Пам'ятник воїнам-односельчанам | С. Межирічка, Межиріцька с/р, біля Будинку культури                | 1974           | —                              | № 390 від 08.10.1992 р.                 |      |
| 79   | 2075            | Братська могила радянських воїнів. Поховано 2 чоловіка                                                                                                   | С. Межирічка, Межиріцька с/р, у полі                               | 1956           | —                              | № 559 від 26.12.1979 р.                 |      |
| 80   | 531             | Братська могила радянських воїнів та пам'ятник воїнам-односельчанам. Поховано 345 чоловік                                                                | С. Мелені, Меленівська с/р, у центрі села                          | 1965 1983      | —                              | № 442 від 29.09.1969 р.                 |      |
| 81   | 2821            | Братська могила жертв фашизму. Поховано 74 чоловіка | С. Мелені, Меленівська с/р, східна околиця села                    | 1982           | —                              | № 390 від 08.10.1992 р.                 |      |
| 82   | 2074            | Група (10) братських могил радянських воїнів. Кількість похованих невідома                                                                               | С. Мелені, Меленівська с/р, на кладовищі                           | 1965           | —                              | № 559 від 26.12.1979 р.                 |      |
| 83   | 532             | Братська могила радянських воїнів та пам'ятник воїнам-односельчанам. Поховано 75 чоловік                                                                 | С. Михайлівка, Михайлівська с/р, біля клубу                        | 1948           | —                              | № 442 від 29.09.1969 р.                 |      |
| 84   | 533             | Братська могила радянських воїнів. Кількість похованих невідома                                                                                          | С. Михайлівка, Михайлівська с/р, південна частина кладовища        | 1949           | —                              | № 442 від 29.09.1969 р.                 |      |
| 85   | 534             | Братська могила радянських воїнів. Кількість похованих невідома                                                                                          | С. Михайлівка, Михайлівська с/р, західна частина кладовища         | 1949           | —                              | № 442 від 29.09.1969 р.                 |      |
| 86   | 2822            | Місце подвигу воїнів 13-ї Армії | С. Михайлівка, Михайлівська с/р, в урочищі «Кожуховчик»            | 1988           | —                              | № 390 від 08.10.1992 р.                 |      |
| 87   | 535             | Братська могила радянських воїнів. Поховано 32 чоловіка                                                                                                  | С. Немирівка, Сингаївська с/р, на кладовищі                        | 1953 1973 1975 | —                              | № 442 від 29.09.1969 р.                 |      |
| 88   | 536             | Братська могила радянських воїнів. Поховано 127 чоловік                                                                                                  | С. Немирівка, Сингаївська с/р, біля школи                          | 1953           | —                              | № 442 від 29.09.1969 р.                 |      |
| 89   | 2076            | Пам'ятник воїнам-односельчанам | С. Немирівка, Сингаївська с/р, у центрі села                       | 1974           | —                              | № 559 від 26.12.1979 р.                 |      |
| 90   | 540             | Братська могила радянських воїнів, серед яких похований Усенов А. — Герой Радянського Союзу. Поховано 2 чоловіка                                         | С. Нивки, Холосненська с/р, на околиці села                        | 1955           | —                              | № 442 від 29.09.1969 р.                 |      |
| 91   | 539             | Братська могила радянських воїнів. Поховано 140 чоловік                                                                                                  | С. Новаки, Новаківська с/р, у центрі села                          | 1957           | —                              | № 442 від 29.09.1969 р.                 |      |
| 92   | 537             | Братська могила радянських воїнів. Поховано 185 чоловік                                                                                                  | С. Новаки, Новаківська с/р, на кладовищі                           | 1962           | —                              | № 442 від 29.09.1969 р.                 |      |
| 93   | 572             | Місце подвигу воїнів 13-ї Армії | С. Новаки, Новаківська с/р, у центрі села                          | 1987           | —                              | № 72 від 26.07.1995 р.                  |      |
| 94   | 1586            | Місце оборонних дій та початку контрнаступу 13-ї Армії                                                                                                   | С. Новаки, Новаківська с/р, у центрі села                          | 1957           | —                              | № 388 від 06.09.1976 р.                 |      |
| 95   | 541             | Братська могила радянських воїнів. Поховано 15 чоловік                                                                                                   | С. Обиходи, Обиходівська с/р, біля лікарні                         | 1965           | —                              | № 442 від 29.09.1969 р.                 |      |
| 96   | 542             | Пам'ятник воїнам-односельчанам | С. Обиходи, Обиходівська с/р, біля клубу                           | 1956           | —                              | № 442 від 29.09.1969 р.                 |      |
| 97   | 2077            | Братська могила жертв фашизму. Поховано 9 чоловік | С. Обиходи, Обиходівська с/р, біля кладовища                       | 1974           | —                              | № 559 від 26.12.1979 р.                 |      |
| 98   | 543             | Братська могила радянських воїнів. Кількість похованих невідома                                                                                          | С. Охотівка, Бондарівська с/р, у центрі села                       | 1956           | —                              | № 442 від 29.09.1969 р.                 |      |
| 99   | 1599            | Братська могила радянських воїнів. Поховано 20 чоловік                                                                                                   | С. Охотівка, Бондарівська с/р, у центрі села                       | 1956           | —                              | № 388 від 06.09.1976 р.                 |      |
| 100  | 1588            | Братська могила радянських воїнів. Поховано 75 чоловік                                                                                                   | С. Плещівка, Михайлівська с/р, на кладовищі                        | 1947           | —                              | № 388 від 06.09.1976 р.                 |      |
| 101  | 1600            | Братська могила радянських воїнів та пам'ятник воїнам-односельчанам. Поховано 6 чоловік                                                                  | С. Поліське, Поліська с/р, біля сільради                           | 1970           | Пеленков Л. О.                 | № 388 від 06.09.1976 р.                 |      |
| 102  | 2079            | Пам'ятник воїнам-односельчанам | С. Поліське, Поліська с/р, на околиці села                         | 1975           | Вітрик О. П. Бірюк П. М.       | № 559 від 26.12.1979 р.                 |      |
| 103  | 546             | Братська могила радянських воїнів та пам'ятник воїнам-односельчанам. Поховано 78 чоловік                                                                 | С. Полянка, Меленівська с/р, біля клубу                            | 1944           | —                              | № 442 від 29.09.1969 р.                 |      |
| 104  | 547             | Братська могила радянських воїнів. Поховано 7 чоловік | С. Пугачівка, Ушомирська с/р, у центрі села                        | 1958           | —                              | № 442 від 29.09.1969 р.                 |      |
| 105  | 2080            | Могила Трошкіна О. О. — радянського воїна | С. Пугачівка, Ушомирська с/р, на околиці села                      | 1968           | —                              | № 559 від 26.12.1979 р.                 |      |
| 106  | 2823            | Братська могила радянських воїнів. Кількість похованих невідома                                                                                          | С. Пугачівка, Ушомирська с/р, на кладовищі                         | 1988           | —                              | № 390 від 08.10.1992 р.                 |      |
| 107  | 548             | Братська могила радянських воїнів та партизан. Поховано 25 чоловік                                                                                       | С. Ришавка, Ришавська с/р, на кладовищі                            | 1948           | —                              | № 442 від 29.09.1969 р.                 |      |
| 108  | 2081            | Братська могила сім'ї Літвинчуків та Дьякончука М. | С. Ришавка, Ришавська с/р, на кладовищі                            | 1973           | —                              | № 559 від 26.12.1979 р.                 |      |
| 109  | 2082            | Група (2) могил радянських воїнів. Поховано 2 чоловіка                                                                                                   | С. Ришавка, Ришавська с/р, на кладовищі                            | 1973           | —                              | № 559 від 26.12.1979 р.                 |      |
| 110  | 2824            | Пам'ятник воїнам-односельчанам | С. Розівка, Веселівська с/р, біля клубу                            | 1991           | —                              | № 390 від 08.10.1992 р.                 |      |
| 111  | 594             | Братська могила радянських воїнів. Поховано 308 чоловік                                                                                                  | С. Розтяжин, Хотинівська с/р, на кладовищі                         | 1957           | —                              | № 442 від 29. 09.1969 р.                |      |
| 112  | 550             | Група (2) братських могил радянських воїнів та партизан. Поховано 14 чоловік                                                                             | С. Сантарка, Ушомирська с/р, у центрі села                         | 1960           | —                              | № 442 від 29.09.1969 р.                 |      |
| 113  | 2083            | Пам'ятник жертвам фашизму | С. Сантарка, Ушомирська с/р, на околиці села                       | 1976           | —                              | № 559 від 26.12.1979 р.                 |      |
| 114  | 551             | Група (6) могил радянських воїнів. Поховано 6 чоловік | С. Сарновичі, Сарновицька с/р, на кладовищі                        | 1968           | —                              | № 442 від 29.09.1969 р.                 |      |
| 115  | 552             | Пам'ятник воїнам-односельчанам | С. Сарновичі, Сарновицька с/р, у центрі села                       | 1964           | —                              | № 442 від 29.09.1969 р.                 |      |
| 116  | 553             | Група (2) братських могил радянських воїнів та пам'ятник воїнам — односельчанам. Поховано 125 чоловік                                                    | С. Сингаї, Сингаївська с/р, біля сільради                          | 1976           | —                              | № 442 від 29.09.1969 р.                 |      |
| 117  | 554             | Група (6) братських могил радянських воїнів та пам'ятник воїнам-односельчанам. Поховано 51 чоловіка                                                      | С. Соболівка, Хотинівська с/р, у центрі села                       | 1958           | —                              | № 442 від 29.09.1969 р.                 |      |
| 118  | 1581            | Братська могила радянських воїнів та пам'ятник воїнам-односельчанам. Поховано 18 чоловік                                                                 | С. Ставище, Ставищенська с/р, у центрі села                        | 1965           | —                              | № 388 від 06.09.1976 р.                 |      |
| 119  | 555             | Братчська могила радянських воїнів. Поховано 210 чоловік                                                                                                 | С. Стремигород, Стремигородська с/р, біля клубу                    | 1967           | —                              | № 442 від 29.09.1969 р.                 |      |
| 120  | 556             | Братська могила радянських воїнів. Поховано 130 чоловік                                                                                                  | С. Стремигород, Стремигородська с/р, на околиці села               | 1954           | —                              | № 442 від 29.09.1969 р.                 |      |
| 121  | 2825            | Місце подвигу воїнів 18-ї Армії | С. Стремигород, Стремигородська с/р, біля дороги Київ — Ковель     | 1988           | —                              | № 390 від 08.10 1992 р.                 |      |
| 122  | 2084            | Братська могила радянських воїнів. Поховано 94 чоловіка                                                                                                  | С. Стремигород, Стремигородська с/р, на кладовищі                  | 1957           | —                              | № 559 від 26.12.1979 р.                 |      |
| 123  | 557             | Група (3) могил радянських воїнів. Кількість похованих невідома                                                                                          | С. Сушки, Сушківська с/р, на кладовищі                             | 1958           | —                              | № 442 від 29.09.1969 р.                 |      |
| 124  | 560             | Братська могила радянських воїнів та пам'ятник воїнам-односельчанам. Поховано 230 чоловік                                                                | С. Ушиця, Бондарівська с/р, біля клубу                             | 1968           | —                              | № 442 від 29.09.1969 р.                 |      |
| 125  | 558             | Братська могила радянських воїнів. Поховано 189 чоловік                                                                                                  | С. Ушомир, Ушомирська с/р, у парку                                 | 1949           | —                              | № 442 від 29.09.1969 р.                 |      |
| 126  | 559             | Братська могила радянських воїнів. Поховано 288 чоловік                                                                                                  | С. Ушомир, Ушомирська с/р, на околиці села                         | 1949           | —                              | № 442 від 29.09.1969 р.                 |      |
| 127  | 2494            | Пам'ятник на честь 50-ти річчя ВЛКСМ | С. Ушомир, Ушомирська с/р, у парку                                 | 1968           | —                              | № 22 від 21.01.1983 р.                  |      |
| 128  | 2826            | Братськак могила радянських воїнів. Поховано 82 чоловіка                                                                                                 | станція Ушомир, Холосненська с/р ?                                 | 1978           | —                              | № 390 від 08.10.1992 р.                 |      |
| 129  | 563             | Братська могила радянських воїнів та пам'ятник воїнам — односельчанам. Поховано 25 чоловік                                                               | С. Ходаки, Ходаківська с/р, біля сільради                          | 1955           | —                              | № 442 від 29.09.1969 р.                 |      |
| 130  | 561             | Братська могила радянських воїнів. Поховано 82 чоловіка                                                                                                  | С. Холосне, Холосненська с/р, на околиці села                      | 1947           | —                              | № 442 від 29.09.19569 р.                |      |
| 131  | 562             | Братська могила радянських воїнів та пам'ятник воїнам- односельчанам. Поховано100 чоловік                                                                | С. Холосне, Холосніенська с/р, біля школи                          | 1954 1981      | —                              | № 442 від 29.09.1969 р.                 |      |
| 132  | 2086            | Братська могила радянських воїнів. Кількість похованих невідома                                                                                          | С. Холосне,, Холосненська с/р, на кладовищі                        | 1954           | —                              | № 559 від 26.12.1979 р.                 |      |
| 133  | 564             | Група братських (1) та індивідуальних (1) могил (могила Добичина О. В.) радянських воїнів. Поховано 110 чоловік                                          | С. Хотинівка, Хотинівська с/р                                      | 1955 1985      | —                              | № 442 від 29.09.1969 р.                 |      |
| 134  | 1590            | Пам'ятник воїнам-односельчанам | С. Хотинівка, Хотинівська с/р, у центрі села                       | 1967           | —                              | № 442 від 29.09.1969 р.                 |      |
| 135  | 565             | Братська могила радянських воїнів та пам'ятник воїнам — односельчанам. Поховано 19 чоловік                                                               | С. Чигирі, Чигирівська с/р, на кладовищі                           | 1955           | —                              | № 442 від 29.09.1969 р.                 |      |
| 136  | 566             | Група (17) могил радянських воїнів. Поховано 17 чоловік                                                                                                  | С. Чолівка, Поліська с/р, на кладовищі                             | 1949           | —                              | № 442 від 29.09.1969 р.                 |      |
| 137  | 1592            | Пам'ятник воїнам — односельчанам | С. Чолівка, Поліська с/р, біля школи                               | 1967           | —                              | № 388 від 06.09.1976 р.                 |      |
| 138  | 538             | Місце боїв за визволення м. Коростеня | С. Шатрище, Сингаївська с/р, біля повороту на село                 | 1987           | —                              | № 72 від 26.07.1995 р.                  |      |
| 139  | 1593            | Братська могила радянських воїнів та пам'ятник воїнам — односельчанам. Поховано 54 чоловіка                                                              | С. Шатрище, Сингаївська с/р, у центрі села                         | 1975 1984      | —                              | № 388 від 06.09.1976 р.                 |      |
| 140  | 567             | Братська могила радянських воїнів. Поховано 37 чоловік                                                                                                   | С. Шатрище, Сингаївська с/р, на кладовищі                          | 1948           | —                              | № 442 від 29.09.1969 р.                 |      |
| 141  | 2085            | Могила Яневича М. І. — Героя Радянського Союзу | С. Шатрище, Сингаївська с/р, на кладовищі                          | 1957           | —                              | № 559 від 26.12.1979 р.                 |      |
| 142  | 2827            | Місце подвигу воїнів 13-ї Армії | С. Шатрище, Сингаївська с/р, на 3-му км дороги Коростень — Грозино | 1990           | —                              | № 390 від 08.10.1992 р.                 |      |
| 143  | 568             | Братська могила радянських воїнів та пам'ятник воїнам-односельчанам Поховано 19 чоловік                                                                  | С. Шершні, Шершнівська с/р, біля сільради                          | 1957 1985      | —                              | № 442 від 29.09.1969 р.                 |      |
| 144  | 569             | Братська могила радянських воїнів. Поховано 11 чоловік                                                                                                   | С. Щорсівка, Щорсівська с/р, біля школи                            | 1956           | —                              | № 442 від 29.09.1969 р.                 |      |
| 145  | 570             | Місце загибелі Щорса М. О. | С. Щорсівка, Щорсівська с/р, направо від дороги на с. Холосне      | 1967           | Шевченко Г. М. Міхальчук О. І. | № 442 від 29.09.1969 р.                 |      |
|      |                 | |                                                                    |                |                                |                                         |      |